# خواهر روحانی

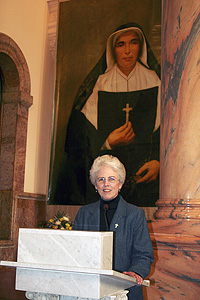
یک خواهر روحانی از فرقه خواهران پرویدنس

خواهر روحانی (انگلیسی: Religious sister) در کلیسای کاتولیک اشاره به زنی است که در مؤسسه مذهبی اختصاص داده شده به آثار رسولان اعتراف عمومی کرده‌است، خواهر روحانی با راهبه از این نظر که راهبه که در انزوا به عبادت مشغول است، متفاوت است. هم راهبه و هم خواهر روحانی از اصطلاح «خواهر» به عنوان یک عنوان هنگام خطاب کردن استفاده می‌کنند.